# Anché (Indre-et-Loire)
Anché is een gemeente in het Franse departement Indre-et-Loire (regio Centre-Val de Loire) en telt 364 inwoners (1999). De plaats maakt deel uit van het arrondissement Chinon.

## Geografie
De oppervlakte van Anché bedraagt 8,1 km², de bevolkingsdichtheid is 44,9 inwoners per km².
De onderstaande kaart toont de ligging van Anché (Indre-et-Loire) met de belangrijkste infrastructuur en aangrenzende gemeenten.

## Demografie
Onderstaande figuur toont het verloop van het inwonertal (bron: INSEE-tellingen).

## Bezienswaardigheid

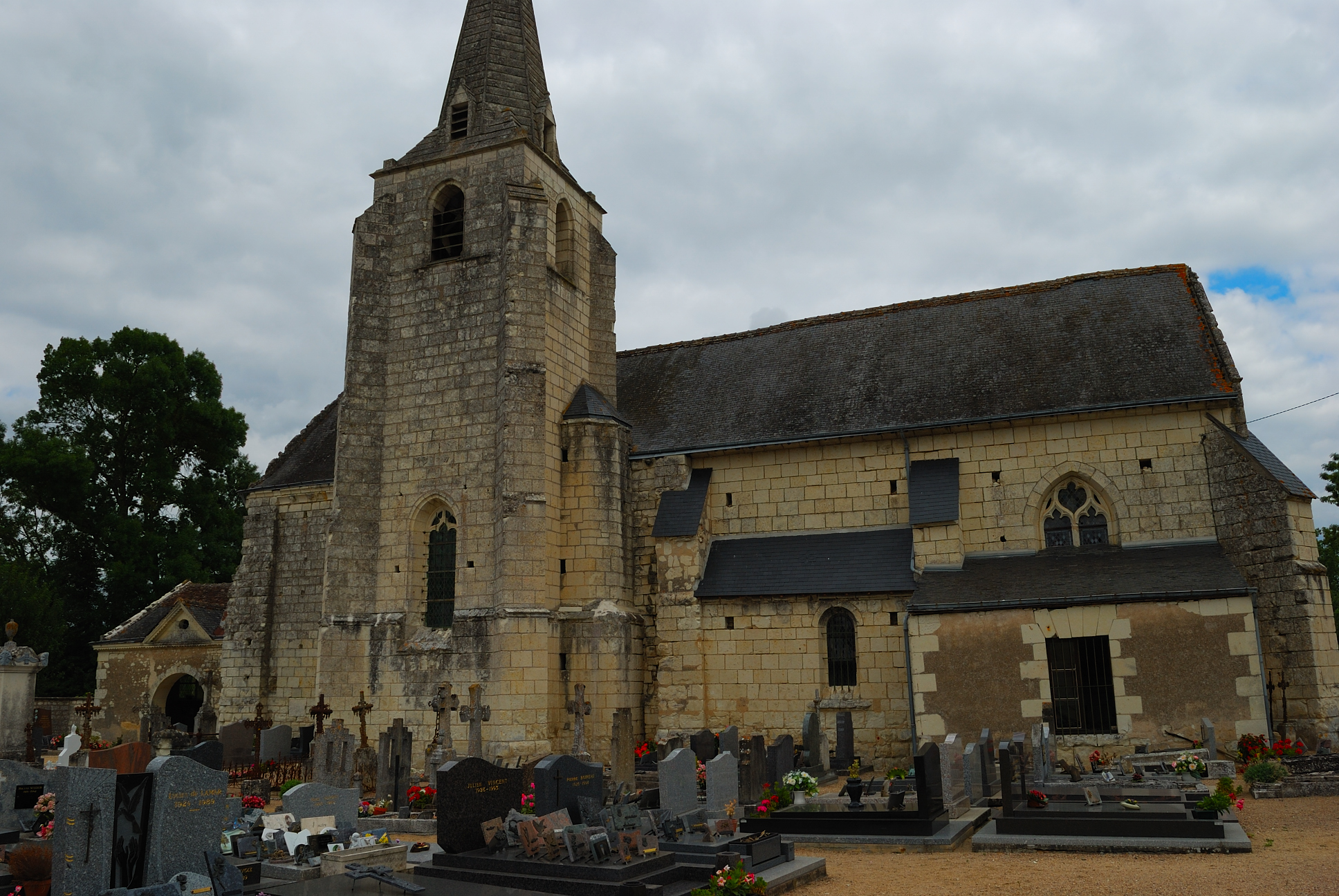
Sint-Symforianuskerk